# Bruno Tuukkanen
Bruno Tuukkanen, född 11 november 1891 i Viborg, död 25 februari 1979 i Helsingfors, var en finländsk konstnär. Åren 1951–59 var han rektor för Centralskolan för konstflit.
Tuukkanen utförde dekorations- och glasmålningar bland annat i Alfred Kordelins gravkapell i Raumo, Riksdagshuset i Helsingfors, S:t Görans kyrka i Mariehamn och Mikael Agricola kyrka i Helsingfors samt mosaiker bland annat i Joutseno kyrka. Han erhöll Pro Finlandia-medaljen 1955.
Tuukkanen är begravd på Sandudds begravningsplats i Helsingfors.